# Capnia potikhae
Capnia potikhae is een steenvlieg uit de familie Capniidae. De wetenschappelijke naam van de soort is voor het eerst geldig gepubliceerd in 1996 door Zhiltzova.